# Theridion elli
Theridion elli là một loài nhện trong họ Theridiidae.
Loài này thuộc chi Theridion. Theridion elli được miêu tả năm 1973 bởi Sedgwick.